# Enoplomischus
Enoplomischus Giltay, 1931 è un genere di ragni appartenente alla famiglia Salticidae.

## Caratteristiche
Questo genere ha un vistoso processo spinale sul pedicello che riproduce molto bene la medesima struttura presente nella parte anteriore dell'addome delle formiche del genere Odontomachus Latreille, 1804, grazie al quale questi ragni possono confondersi fra le stesse formiche.

## Distribuzione
Le due specie oggi note di questo genere sono state rinvenute in Africa centrale: precisamente nella Repubblica Democratica del Congo, Costa d'Avorio e Kenya.

## Tassonomia
A giugno 2011, si compone di due specie:
- Enoplomischus ghesquierei Giltay, 1931[3] — Costa d'Avorio, Repubblica Democratica del Congo
- Enoplomischus spinosus Wesolowska, 2005 — Kenya

### Sinonimi
- Enoplomischus chattoni Berland & Millot, 1941; questi esemplari a seguito di un lavoro degli aracnologi Wesolowska e Szeremeta del 2001, sono stati riconosciuti sinonimi di Enoplomischus ghesquierei Giltay, 1931[2].